# کویاوه (استان اشوی‌داشکسیه)
کویاوه (به لهستانی: Kujawy) یک منطقهٔ مسکونی در لهستان است که در گمینا ایوانگسکا واقع شده‌است. کویاوه ۳۷۰ نفر جمعیت دارد.